# Twin Turbo V8
Twin Turbo V8 je počítačová hra z roku 1989 pro počítače Sinclair ZX Spectrum vydaná společností Code Masters.
Jedná se o automobilové závody. Hráč ovládá barevné auto, ostatní auta jsou pouze monochromatická. Auto má dvě rychlosti.

## Zajímavost
Na počítačích Sinclair ZX Spectrum 128 hra využívá k ozvučení vestavěného hudebního generátoru AY-3-8912. Jelikož na počítačích ZX Spectrum se 48 KiB paměti tento generátor není obsažen, podle typu počítače je zvuk auta hráče generován buď hudebním generátorem AY-3-8912 nebo vestavěným obvodem ULA. K ozvučení ostatních aut je vždy využit hudební generátor, takže na počítačích se 48 KiB pamětí nejsou ozvučena. Díky tomu, pokud je k ZX Spectru 48 připojen externí hudební generátor (např. Melodik), je auto hráče ozvučeno vestavěným obvodem ULA, zatímco ostatní auta jsou ozvučena pomocí hudebního generátoru.